# Abd al-Malik ibn Qatan al-Fihri
Abd al-Malik ibn Qatan al-Fihri (arabisch عبد الملك بن قطن الفهري, DMG ʿAbd al-Malik b. Qaṭan al-Fihrī; * um 654 in Medina; † 741 in Córdoba) war ein arabischer Militärführer und von 732 bis 734 der zwölfte sowie von 740 bis 741 der vierzehnte arabische Statthalter (Wālī) von al-Andalus.

## Leben
Als junger Mann nahm der einer arabischen Adelsfamilie entstammende Abd al-Malik ibn Qatan al-Fihri auf der Seite der Armeeverbände seiner Heimatstadt Medina an der Schlacht von al-Harra (26. August 683) gegen ein Heer der Umayyaden teil. Dabei errang Letzteres den Sieg. Erst ein knappes halbes Jahrhundert später wird er wieder in den Quellen erwähnt. Demnach unternahm er im Jahr 731 in bereits höherem Alter auf Befehl des Statthalters von Ifrīqiya, Ubayda ibn Abd ar-Rahman as-Sulami, einen Angriff auf Sizilien. Im Herbst 732 wurde er von as-Sulami nach dem Tod von Abd ar-Rahmān al-Ghāfiqī, der in der Schlacht von Tours und Poitiers gefallen war, zum neuen Statthalter von al-Andalus ernannt. Daraufhin setzte er im November 732 von Nordafrika auf die Iberische Halbinsel über, um seinen Posten anzutreten.
Nicht nur muslimische, sondern auch christliche Geschichtsschreiber, so der Autor der Mozarabischen Chronik, berichten über Abd al-Maliks Amtsführung in al-Andalus. Diese wird in arabischen Quellen äußerst negativ bewertet. Er sei unfähig, launisch und tyrannisch gewesen und habe parteiische Entscheidungen getroffen. So bezeichnet ihn der im 10. Jahrhundert über die islamische Geschichte Spaniens schreibende persisch-muslimische Historiker Ahmad ibn Muhammad ar-Razi als „schlechten König“. Auch in lateinischen Quellen werden seine ökonomischen Maßnahmen und seine Leistung als Administrator negativ beurteilt. Offenbar verschlechterte sich die sozioökonomische Situation der unterworfenen christlichen Völker, wofür in den Quellen u. a. ungerechte Anordnungen gieriger Steuereintreiber, so etwa Zwangsabgaben, während Abd al-Maliks Regierung verantwortlich gemacht werden. Der Umayyaden-Kalif Hischām ibn ʿAbd al-Malik, der überhaupt nach höheren Staatseinnahmen strebte, war mit der ökonomisch mangelhaften Verwaltung seines Statthalters unzufrieden, was zur raschen Absetzung von Abd al-Malik in seiner ersten Amtszeit beitrug.
Wichtiger als diese fiskalischen Gründe dürften aber für die Absetzung des Statthalters seine militärischen Fehlschläge gewesen sein. Da seine bislang ausbleibenden militärischen Erfolge kritisiert wurden, entschied sich Abd al-Malik, zunächst die Pyrenäen-Völker zu unterwerfen und danach einen Plünderungszug nach Gallien zu unternehmen. Mit allen verfügbaren Truppen verließ er Córdoba und zog laut arabischen Chroniken zuerst gegen die Basken. Auf diesem 733 oder 734 durchgeführte Feldzug richtete er aber anscheinend wenig aus. Laut der Mozarabischen Chronik leisteten ihm die indigenen Stämme in den Hochtälern der Pyrenäen erfolgreich Widerstand und fügten ihm große Verluste zu. Abd al-Malik musste sich zurückziehen, doch gelang ihm die sichere Rückkehr. Nach diesem Fehlschlag wurde er seiner Stellung als Wālī von al-Andalus etwa im November 734 nach rund zweijähriger Amtszeit enthoben und von seinem Nachfolger Uqba ibn al-Haddschadsch gefangengesetzt. Letzterer bestrafte auch die unter Abd al-Malik tätigen Steuereintreiber hart.
Nach dem Tod Uqbas (etwa Dezember 740) wurde Abd al-Malik zum zweiten Mal Wālī von al-Andalus. Ob er noch von seinem Vorgänger ernannt worden war oder direkt die Macht ergriffen hatte, ist nicht bekannt. Jedenfalls war die Entscheidung zu seiner Rückkehr ins Statthalteramt autonom in al-Andalus und nicht vom Kalifen Hischām getroffen worden, da der 739 ausgebrochene große Aufstand der Berber in Nordafrika die Verbindung von al-Andalus mit dem in Damaskus residierenden Kalifat unterbrochen hatte. Die von Hischām unter Führung von Kulthum ibn Iyad al-Quschayri gegen die Berber gesandten syrischen Truppen (Dschunds) erlitten unterdessen am Sebou (Marokko) eine schwere Niederlage. Die Reste der geschlagenen Armee flüchtete unter dem Kommando von Baldsch ibn Bischr al-Quschayri nach Ceuta, wo sie belagert wurden. Balj ließ Abd al-Malik bitten, dass er mit seinen Truppen nach Spanien übersetzen dürfe. Zunächst wollte der den Umayyaden abholde Statthalter davon nichts wissen. Bald revoltierten aber auch die Berber in al-Andalus, vertrieben die Araber u. a. aus Astorga sowie einigen Grenzregionen und bedrohten Córdoba. In dieser Situation musste Abd al-Malik mangels ausreichender militärischer Ressourcen die Hilfe der von Baldsch befehligten Truppen suchen und ihnen die Überfahrt zur Iberischen Halbinsel gewähren. Ihm ging es auch um die Kontrolle der Straße von Gibraltar, um mögliche Kontakte zwischen den Berbern in Spanien und Nordafrika zu unterbinden.
Baldsch landete mit seinen syrischen Truppen in Südspanien, schlug die Berber bei Medina-Sidonia und wurde von Abd al-Malik mit Waffen ausgerüstet. Der gegen Córdoba vorrückende Armeeteil der Berber wurde von andalusischen Truppen, die unter dem Kommando von Almuzaor standen, zurückgeschlagen und aufgerieben. Die Reste der Berberarmeen schlossen sich ihren Truppen aus Astorga und dem Duero-Becken an, die sich zur Belagerung von Toledo versammelt hatten. Gegen diese Streitmacht rückten Umayya und Qatan, zwei Söhne des Statthalters Abd al-Malik, an der Spitze eines andalusischen Heers gemeinsam mit den von Balj befehligten syrischen Truppen an und gewannen die nun folgende Schlacht gegen die Berber. Der Geschichtsschreiber ar-Razi schreibt den Söhnen von Abd al-Malik die entscheidende Rolle bei dem Sieg zu, die arabischen Quellen hingegen den syrischen Soldaten von Baldsch. Nach diesen drei militärischen Erfolgen über die Berber war deren Revolte niedergeschlagen. Abd al-Malik forderte nun Baldsch auf, die Iberische Halbinsel mit seinen syrischen Truppen wieder zu verlassen. Die Syrer wollten alle zusammen nach Nordafrika übersetzen, doch der Statthalter behauptete, dass er nicht genügend Schiffe besitze, und beabsichtigte, sie in kleinen Gruppen nach Ceuta bringen zu lassen. Es kam zu Spannungen; Baldsch ließ sich im September 741 zum neuen Wālī von al-Andalus ausrufen und ordnete die Hinrichtung des bereits etwa 87-jährigen Abd al-Malik in Córdoba an.